# GOLDEN☆BEST 城之内早苗 アーリー・ヒッツ
『GOLDEN☆BEST 城之内早苗 アーリー・ヒッツ』（ゴールデン☆ベスト じょうのうちさなえ - ）は、城之内早苗のベスト・アルバム。2002年11月20日発売。発売元はソニー・ミュージックハウス（現・ソニー・ミュージックダイレクト）。

## 解説
各レコード会社から発売されているゴールデン☆ベストシリーズの中の1枚で、おニャン子クラブ会員番号17番・城之内早苗の初期のヒット曲をまとめた廉価版ベスト・アルバム。
ボーナス・トラック的なものとして、ソロ・デビュー曲且つ代表曲「あじさい橋」のオリジナル・カラオケと、おニャン子クラブ関連の作品から「メッセージ」が収録されている。デビュー曲のカラオケと「メッセージ」が収録される構成は、元・おニャン子クラブメンバーの『GOLDEN☆BEST 国生さゆり SINGLES』『GOLDEN☆BEST 渡辺美奈代 SINGLES』と同様である。河合その子の『GOLDEN☆BEST 河合その子』はカラオケの収録がなく、「メッセージ」のみが収録されている。
「あじさい橋」でオリコン総合ヒットチャート初登場第1位を獲得した城之内は、「ジャンルが "演歌" のデビュー曲でオリコン初登場1位を獲得した、唯一のソロ演歌歌手」という称号を持つ。また、「演歌・歌謡曲のソロ歌手による、デビュー曲の初登場順位最高記録保持者」も城之内である。ただし、グループ出身のソロ・デビューを除外した場合は、2008年に「海雪」で歌手デビューを果たしたジェロになる。

## 収録曲
1. あじさい橋
2. おニャン子クラブのあぶな～い捕物帳
3. 流氷の手紙
  - オリコン最高10位にランクイン
4. 代官山恋物語
5. 金沢の雨
  - 1987年9月20日に代々木第一体育館で行われた、おニャン子クラブの解散コンサートで歌われた。
6. 瞳坂・遅咲きスミレ
7. とべないアヒル
8. 巣立ち
9. 夢までTAXI
10. 涙の友人
11. 雪ふりやまず
12. 心の振り子
13. 悲しみの粉雪
14. 酔わせてよ今夜だけ
  - 元々は、森高千里のアルバム『ROCK ALIVE』（1992.3.25）に収録されていた楽曲。
  - 森高千里・作詞のオリジナル曲「幸せになります」も次シングルでリリースされた（未収録）。
15. 都鳥
16. メッセージ
17. あじさい橋（オリジナル・カラオケ）